# Irina Vostrikova
Irina Vostrikova (Rusia, 30 de agosto de 1970) es una atleta rusa retirada especializada en la prueba de pentatlón, en la que consiguió ser subcampeona europea en pista cubierta en 2000.

## Carrera deportiva
En el Campeonato Europeo de Atletismo en Pista Cubierta de 2000 ganó la medalla de plata en el pentatlón, logrando un total de 4615 puntos, tras la alemana Karin Ertl y por delante de la polaca Urszula Włodarczyk.